# Jardín Botánico de la Universidad de Bari

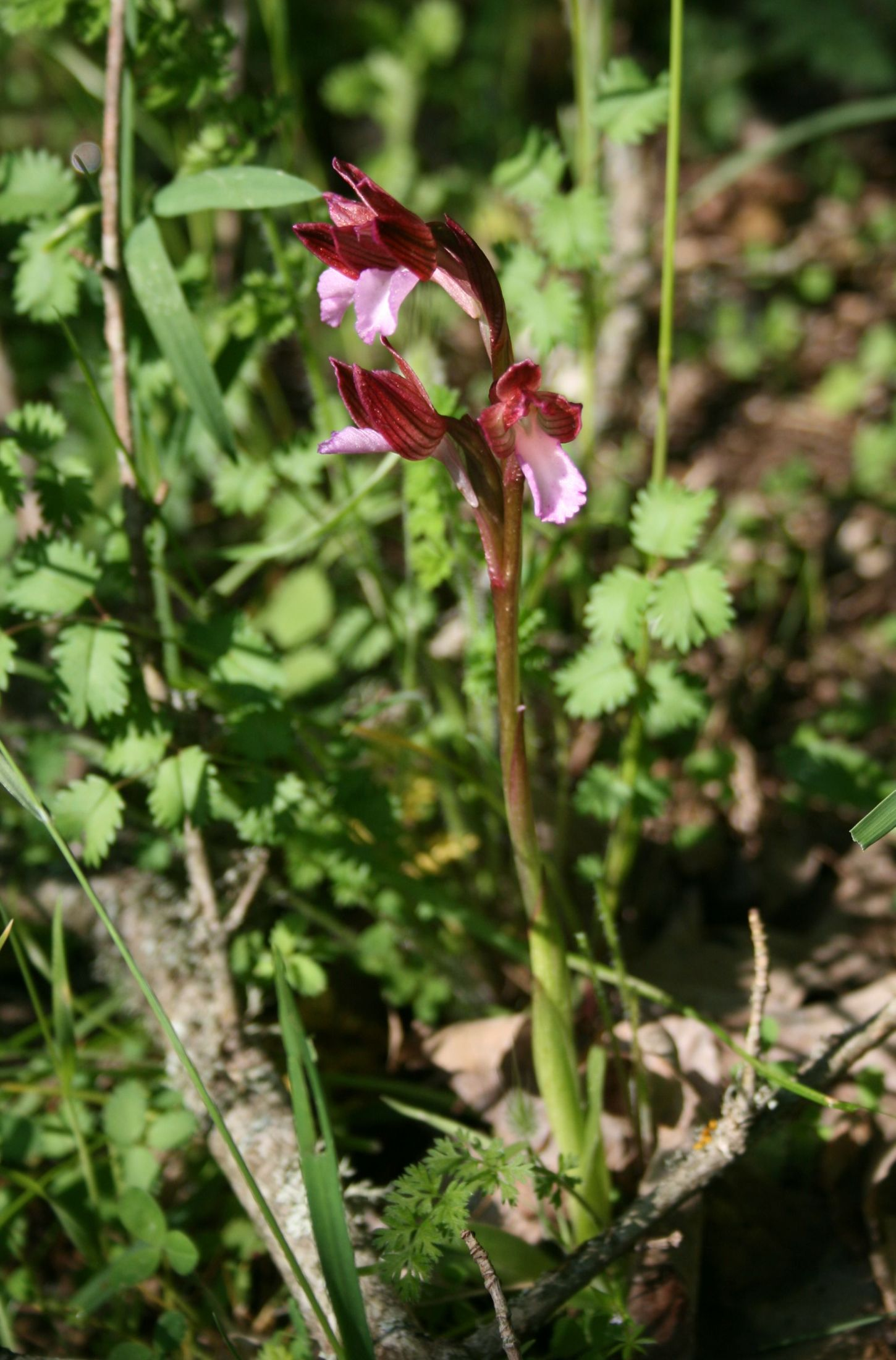
Flores de Anacamptis papilionacea una de las especies cultivadas en el Orto Botanico dell'Università di Bari.

El Jardín Botánico de la Universidad de Bari (en italiano: Orto Botanico dell'Università di Bari también llamado en latín : Hortus Botanicus Barensis) es un jardín botánico de 10,000 m² de extensión, administrado por la Universidad de Bari, en bari, Italia. 

## Localización
Orto Botanico dell'Università di Bari, via Orabona 4 I-70126 Bari, Provincia de Bari, Apulia, Italia.41°6′27.32″N 16°52′59.06″E / 41.1075889, 16.8830722
Está abierto por las mañanas de lunes a viernes.

## Historia
El jardín fue creado en 1955, abierto al público en 1960, y en 1964 había doblado su tamaño. 

## Colecciones
Actualmente el jardín botánico incluye :
- Aizoaceae - Lithops (con unos 60 taxones) y  géneros similares (Conophytum, Dinteranthus, y Gibbaeum).

- Orchidaceae - 33 taxones procedentes de los distritos de Puglia Gargano, oroeste de Murgia, Salento y Valle d'Itria. Entre los géneros incluye Aceras, Barlia, Cephalanthera, Dactylorhiza, Himantoglossum, Ophrys, Orchis, Platanthera, y Serapias.

- Plantas de interés económico y plantas ornamentales  -  Colecciones de Cycadaceae, Leguminosae, y Musaceae. Con unos 115 taxones principalmente de la  Flora de Italia, incluyendo Grindelia robusta, Levisticum officinale, y Rumex acetosa.

- Palmae - incluyendo Arecastrum romanzoffianum, Butia capitata, Chamaerops humilis, Erythea armata, Jubea chilensis, Livistona chinensis, Rhapis humilis, Sabal palmetto, Phoenix roebelenii, Phoenix dactylifera, Phoenix canariensis, Trachycarpus fortunei, y Washingtonia filifera.

- Plantas nativas de la región de Apulia - plantas de la región incluyendo Campanula garganica, Cistus clusii, y Viola graeca.

- Invernadero de 145 m².

- Herbario con unos 40,000 especímenes.